# Central nuclear de Bielorrusia
La central nuclear de Bielorrusia o central nuclear de Astravets (en bielorruso: Беларуская атамная электрастанцыя; abreviado Беларуская АЭС) es la única central nuclear en el país europeo de Bielorrusia. Se ubica en el término municipal del consejo rural de Varniany, en el raión de Astravets de la provincia de Grodno, unos 10 km al norte de la capital distrital Astravets. Comenzó a construirse en 2012. Sus obras de construcción han supuesto un notable impacto económico en la zona donde se ubica: está presupuestada en veinticuatro mil millones de dólares. La primera unidad comenzó a operar en 2021.
Es un proyecto de planta de energía nuclear con múltiples reactores. Los planes iniciales se dieron a conocer en la década de 1980, pero fueron suspendidos después del accidente de Chernóbil en 1986. La propuesta para el proyecto actual se vio impulsada por la disputa energética entre Rusia y Bielorrusia en 2007. El proyecto prevé la construcción de dos reactores nucleares entre 2016 y 2020, y probablemente dos reactores más para 2025 los reactores serían suministrados por Atomstroyexport.
Debido a su construcción muy cercana a la frontera con Lituania, muy cerca de la capital lituana Vilna, el gobierno lituano se ha opuesto continuamente a la construcción de la central con una política de no colaboración. Los riesgos de la central también han llevado a una fuerte oposición interna en la propia Bielorrusia, un país que todavía tiene grandes áreas inhabitables por el accidente de Chernóbil de 1986.
En diciembre de 2021, periodistas de investigación, citando a Ciberpartisanos, anunciaron que habían recibido documentos donde se identificaban 18 mil deficiencias de la primera unidad de potencia.